# الذاري (الظهار)

تعديل مصدري - تعديل

الذاري محلة تابعة لقرية منزل قاصد، التابعة لعزلة انامر بمديرية الظهار إحدى مديريات محافظة إب في الجمهورية اليمنية.، بلغ تعداد سكانها 29 حسب تعداد اليمن لعام 2004.